# Михайлов, Глеб Константинович
Глеб Константи́нович Миха́йлов (род. 24 февраля 1929 года, Тифлис — 18 марта 2021 года, Москва) — советский и российский учёный в области гидродинамики и истории науки. Профессор, доктор физико-математических наук (1981).
Действительный член Международной Академии истории науки (с 2005 года, член-корреспондент с 1984 года). Член Русского генеалогического общества (Петербург) и Историко-родословного общества (Москва).

## Биография
Родился в семье инженеров. В 1935 году переехал с родителями в Москву.
Во время Великой Отечественной войны находился в эвакуации в Ташкенте. Досрочно окончив среднюю школу, поступил в Московский гидромелиоративный институт. Окончил с отличием этот институт (1948) и аспирантуру при нём (1951), защитил там же диссертацию на соискание учёной степени кандидата технических наук (1952). Одновременно окончил пять курсов на заочном отделении механико-математического факультета МГУ им. М. В. Ломоносова, выпускные экзамены сдавать не стал и формально образование в университете не закончил.
С 1951 года работал в системе Академии наук СССР / РАН, в Институте механики (Институте проблем механики) АН СССР (с 1968 года по совместительству) и с 1973 года во Всероссийском институте научной и технической информации (ВИНИТИ).
Со времени создания в 1952 году ВИНИТИ принимал активное участие в издании Реферативного журнала «Механика», в 1970—1999 гг. — заместитель главного редактора, а с 2000 — главный редактор, с 1992 г. возглавлял Отдел механики ВИНИТИ.
В 1956—1958 годах вёл курс истории механики на механико-математическом факультете МГУ. В 1968—1973 гг. заведовал кафедрой высшей математики Всесоюзного заочного инженерно-строительного института.
При создании в 1956 году при Академии наук Национального комитета СССР по теоретической и прикладной механике (теперь это Российский Национальный комитет), который возглавил академик Н. И. Мусхелишвили, Михайлов вошёл в состав первых его 48 членов и был тогда же избран учёным секретарём Комитета, неизменно переизбирался на этом посту в течение свыше 60 лет. В рамках деятельности Национального комитета принимал, в частности, непосредственное участие в организации и проведении первых Всесоюзных, а затем и двух Всероссийских съездов по теоретической и прикладной механике. После вхождения в 1956 г. учёных-механиков СССР в Международный союз теоретической и прикладной механики (IUTAM) Михайлов участвовал в деятельности этого Союза, состоял в 1974—1982 гг. членом его Комитета конгрессов и с 1976 г. членом Генеральной ассамблеи. Принимал большое участие в организации и проведении на территории СССР международных симпозиумов IUTAМа: по теории нелинейных колебаний (Киев, 1961), приложениям теории функций в механике сплошной среды (Тбилиси, 1963), неустановившимся течениям воды при больших скоростях (Ленинград, 1971) и теории оболочек (Тбилиси, 1978).
В начале 1960-х годов при участии академика В. И. Смирнова впервые привёл в порядок, описал и частично издал рукописи Леонарда Эйлера, хранящиеся в Архиве Академии наук.
С 1982 года был членом Международного редакционного совета «Полного собрания трудов» Леонарда Эйлера (Швейцария), входил в состав редколлегий ряда российских и зарубежных изданий. Регулярно работал в Базеле, принимая участие в подготовке очередных томов «Полного собрания трудов» (Opera omnia) Л. Эйлера и «Собрания сочинений математиков и физиков семьи Бернулли».
В качестве хобби Г. К. Михайлов увлекался генеалогией, опубликовав, в частности, родословную роспись потомков Леонарда Эйлера и генеалогию князей Оболенских.
Всего Г. К. Михайловым опубликовано около 150 научных работ по подземной гидродинамике, истории механики и генеалогии.

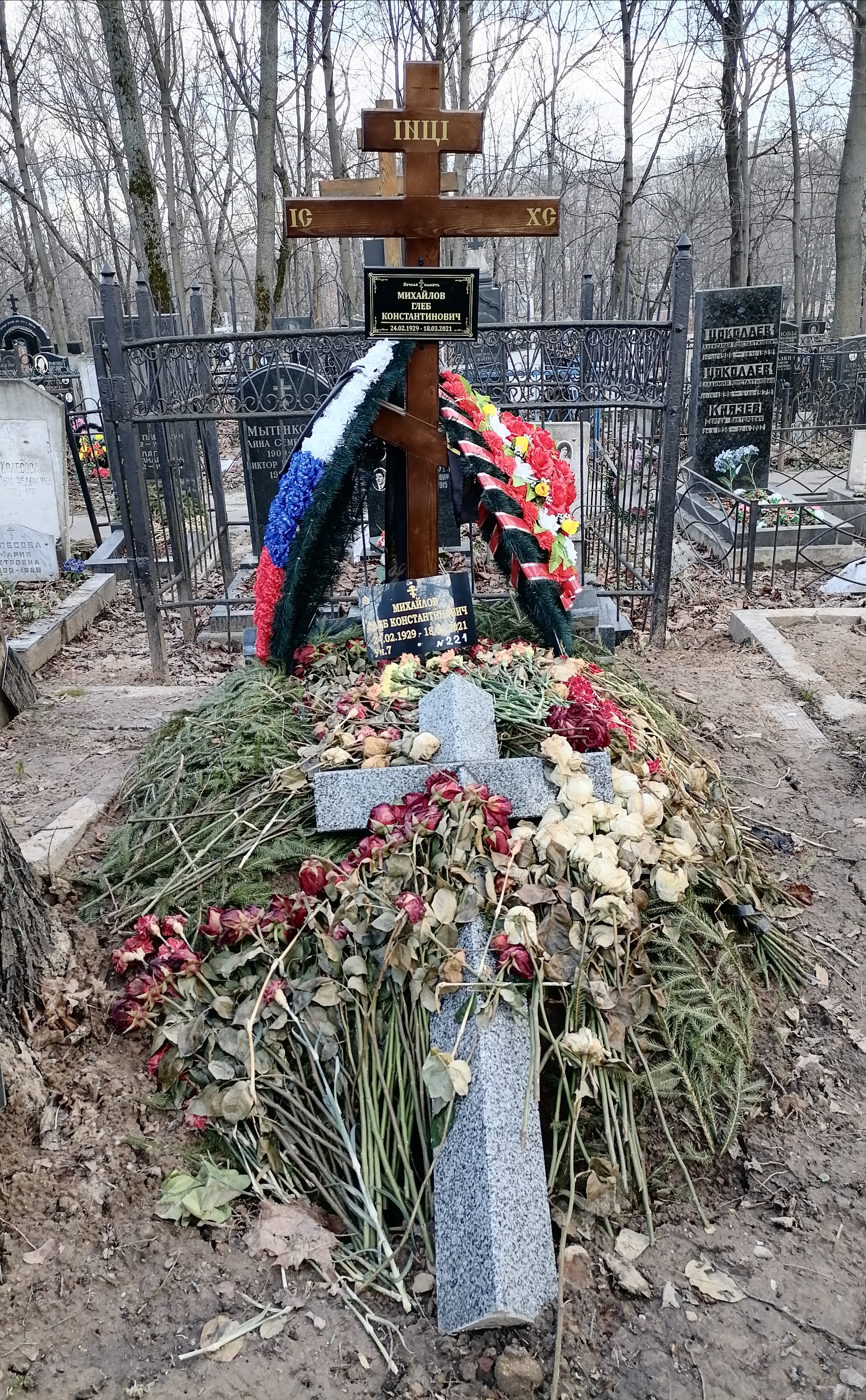
Могила Г.К. Михайлова на Пятницком кладбище

22 марта 2021 года похоронен на Пятницком кладбище (7 уч.)

## Избранные труды
- О фильтрации в трапецоидальных плотинах с вертикальным верховым откосом // Прикладная математика и механика, 1953, с. 189—199
- Étude hydrodynamique de l'écoulement potentiel permanent plan d’un liquide à surface libre à travers une digue homogène rectangulaire en tenant compte de la capillarité du milieu // Actes, IXe Congr. intern. méc. appl. (Bruxelles, 1956), 1957, t.1, с. 127—135
- К переезду Леонарда Эйлера в Петербург (по материалам ранней переписки Л.Эйлера с Д.Бернулли и другим источникам) // Известия АН СССР: Отделение техн. наук, 1957, № 3, с. 10-37
- Записные книжки Леонарда Эйлера в Архиве АН СССР (Общее описание и заметки по механике) // Историко-математические исследования, 1957, вып.10, с. 67-94
- Notizen über die unveröffentlichten Manuskripte von Leonhard Euler // Sammelband zu Ehren des 250.Geburtstages Leonhard Eulers. Berlin: Akademie-Verlag, 1959, с. 256—280
- К классификации задач теории установившегося движения грунтовых вод в вертикальной плоскости // Buletinul Institului politehnic din Iaşi, 1959, t. 5(9), No.1/2, с. 125—134
- Механика в СССР за 50 лет. 3 т. Москва: Наука, 1968—1972 [редактор и соавтор]
- К истории динамики систем переменного состава // Известия АН СССР: Механика твёрдого тела, 1975, № 5, с. 41-51
- К истории изучения эффекта Робинса-Магнуса // Исследования по истории механики. Москва: Наука, 1981, с. 208—232
- The Dynamics of Mechanical Systems with Variable Masses as Developed at Cambridge during the Second Half of the Nineteenth Century // Bull. Inst. Math. and Its Appl., 1984, 20, No.1/2, с. 13-20
- Леонард Эйлер и его вклад в развитие рациональной механики // Успехи механики (Варшава), 1985, 8, No.1, с. 3-58
- Георг Букуа и начала динамики систем с переменными массами // Исследования по истории физики и механики. Москва: Наука, 1986, с. 191—238
- Развитие идей Леонарда Эйлера и современная наука: Сборник статей. Москва: Наука, 1988, 520 с. [редактор и соавтор]
- Die Nachkommen Leonhard Eulers in den ersten sechs Generationen // Basler Zeitschrift für Geschichte und Altertumskunde, 1994, 94, с. 163—238 [соавторы: E.Amburger, I.Hecker]
- Hydrodynamics and Hydraulics // Companion Encyclopedia of the History and Philosophy of the Mathematical Sciences, vol.2. London & New York: Routledge, 1994, с. 1006—1022
- Князья Оболенские // Дворянские роды Российской империи, т. 3. Москва: Ликоминвест, 1996, с. 240—255
- L.Euler, Opera omnia, ser. IVA-2: Briefwechsel mit Johann (I) Bernoulli und Niklaus (I) Bernoulli. Basel: Birkhäuser, 1998, 757 с. [редактор и соавтор вступительных статей и комментариев]
- Становление гидравлики и гидродинамики в трудах петербургских академиков (XVIII век) // Изв. РАН: Механика жидкости и газа, 1999, № 6, с. 7-26
- Механика в Российской академии наук // Российская академия наук: 275 лет служения России. М.: Янус, 1999, с. 394—440
- К пятидесятилетию Реферативного журнала «Механика» // Успехи механики, 2002, № 3, с. 177—185
- Bernoulli D. Werke. Bd.5: Hydrodynamik. Basel: Birkhäuser, 2002, 756 с. [редактор-составитель, автор вступительных статей и комментариев]
- Механика в рукописях Леонардо да Винчи (критический взгляд на тему) // Успехи механики, 2003, № 2, с. 169—181
- Development of Studies in the History of Elasticity Theory and Structural Mechanics // Essays on the Hystory of Mechanics. Basel e. a.: Birkhäuser, 2003, с. 21-37
- Elasticità e idrodinamica // Storia della scienza, vol. 7: L’Ottocento. Roma: Enciclopedia Italiana, 2003, с. 83-98
- Дмитрий Павлович Рябушинский (к 100-летию Кучинского аэродинамического института) // Вопросы истории естествознания и техники, 2005, № 3, с. 101—129